# Skogsbrandhund
Skogsbrandhund är en tjänstehund som används för att söka dolda glödhärdar efter att en skogsbrand släckts. Människor kan bara hitta synliga eldslågor eller rök, medan hundar kan lukta sig till härdar som döljs nere i marken, i stubbar och myrstackar eller inuti gamla träd. Efter att en skogsbrand släckts är det markägaren som har ansvaret för bevakning och eftersläckning av pyrande glödhärdar. I Sverige finns det 2024 åtta certifierade skogsbrandhundsekipage. Vid varje sök arbetar två ekipage parallellt.